# نافيشا ريتشاردسون
نافيشا فيرونيكا ريتشاردسون هي ناشطة حقوقية من سانت فينسنت والغرينادين.

## حياتها
ولدت نافيشا ريتشاردسون في 1996 في سانت فنسنت والغرينادين. حصلت على بكالوريوس في القانون من جامعة جزر الهند الغربية في 2020. أسست نافيشا مؤسسة سبارك إس ڤي جي في مايو 2019 وهي بعمر 22 عام، وهي عضوة في شبكة الكومنولث للشباب والمساواة بين الجنسين ومن بطلات الشباب لاتفاقية إسكاثو، ومتطوعة في جمعية مرشدات سانت فينسنت والغرينادين.
بلغ من نجاح مشروع تدوير القمامة الذي أدارته مقلد أن القرية لم تتأثر بأزمة النفايات في لبنان التي حدثت في 2015.

## وصلات خارجية
- نافيشا ريتشاردسون - على تويتر
- نافيشا ريتشاردسون - على إنستغرام
- نافيشا ريتشاردسون - على لينكد إن
- سبارك إس ڤي جي - الموقع الرسمي